# Liste des monarques de l'union de Kalmar
Pour un article plus général, voir Union de Kalmar.
L’union de Kalmar (en danois, suédois et norvégien, Kalmarunionen) a réuni les trois royaumes scandinaves de Danemark, Suède et Norvège sous un seul monarque, de 1397 à 1523, bien qu'en pratique, l'Union a souvent été brisée puis renouvelée.

## Liste
Les rois qui ont été simultanément rois de Danemark, de Norvège et de Suède sont en gras. Les régents sont en italique.

### Danemark
- 1387[A 1]–1396[A 2] : Marguerite Ire de Danemark (règne de facto jusqu'à sa mort en 1412)
- 1396[A 2]–1438[A 3] : Éric de Poméranie
  - 1438[A 4]-1440[A 5] : Christophe de Bavière
- 1440[A 5]–1448[B 1] : Christophe de Bavière
- 1448[B 2]–1481[B 3] : Christian Ier de Danemark
- 1481–1513[B 4] : Jean Ier de Danemark
- 1513[B 5]–1523 : Christian II de Danemark

### Norvège
- 1388–1389[A 6] : Marguerite Ire de Danemark (règne de facto jusqu'à sa mort en 1412)
- 1389[A 6]–1439 : Éric de Poméranie
- 1442[A 7]–1448[B 1] : Christophe de Bavière
  - 1448–1449 : Sigurd Jonsson
- 1449[B 6]–1450[B 6] : Karl Knutsson
- 1450[B 6]–1481[B 3] : Christian Ier de Danemark
  - 1481–1483 : Jon Svaleson Smør
- 1483[B 7]–1513[B 4] : Jean Ier de Danemark
- 1513[B 5]–1523 : Christian II de Danemark

### Suède
- 1389–1396[A 8] : Marguerite Ire de Danemark (règne de facto jusqu'à sa mort en 1412)
- 1396[A 8]–1435 : Éric de Poméranie
  - 1435[A 9]-1436[A 10] : Engelbrekt Engelbrektsson
  - 1436[A 10] : Karl Knutsson
  - 1436[A 11]-1439 : Éric de Poméranie
  - 1438–1440 : Karl Knutsson
- 1440[A 7]–1448[B 1] : Christophe de Bavière
  - 1448[B 1] : Bengt Jönsson Oxenstierna et Nils Jönsson Oxenstierna
  - 1448[B 8]–1457[B 9] : Karl Knutsson
  - 1457[B 9] : Jöns Bengtsson Oxenstierna et Erik Axelsson Tott
- 1457[B 10]–1464[B 11] :  Christian Ier de Danemark
  - 1464[B 11]–1465[B 12] : Karl Knutsson
  - 1465–1466[B 12] : Kettil Karlsson Vasa
  - 1466[B 12]–1467[B 13] : Jöns Bengtsson Oxenstierna
  - 1467[B 13] : Erik Axelsson Tott
- 1467[B 13]–1470[B 14] : Karl Knutsson
  - 1470–1497[B 15] : Sten Sture le Vieil
- 1497[B 16]–1501[B 17] : Jean Ier de Danemark
  - 1501[B 17]–1503[B 18] : Sten Sture le Vieil
  - 1504[B 18]–1512[B 4] : Svante Nilsson
  - 1512 : Erik Trolle
  - 1512[B 4]–1520[B 19] : Sten Sture le Jeune
- 1520[B 20]–1521 : Christian II de Danemark
  - 1521[B 21]-1523 : Gustav Vasa